# Prinerigone
Prinerigone là một chi nhện trong họ Linyphiidae.